# Adokiye Amiesimakastadion
Het Adokiye Amiesimakastadion is een multifunctioneel stadion in Port Harcourt, een stad in het zuidoosten van Nigeria. In het stadion is plek voor 38.000 toeschouwers. De opening was op 19 juli 2015 met een wedstrijd voor de kwalificatie voor de Afrika Cup onder 23 jaar. Het ging om een wedstrijd tussen Nigeria en Congo (2–1). Voetbalclub Dolphin FC, die uitkomt in de Premier League van Nigeria, speelt hier thuiswedstrijden sinds 2015.